# 片状紋理
片状紋理（英語：Schistosity）是由變質作用產生的岩石薄層結構，使岩石很容易分裂成小於 5 至 10 毫米（0.2 至 0.4 英寸）厚的薄片 。具片状紋理的變質岩，稱爲片岩。片麻岩，片状紋理發育不良，層狀較厚。

### 形成机制
當岩石在一個方向比在其他方向（非靜水應力）被更強力壓縮時，在高溫下會，垂直於最大壓縮方向產生片状紋理。此種构造是由於片狀礦物在壓力下被旋轉或重結晶而形成平行的層理。 片狀或細長礦物最容易被重新排列，但石英或方解石也可能被選向排列。 

### 分類
片状紋理，分為內部及外部片理，內部片理是在顯微鏡下，斑状变晶內的包裹體的取向排列。外部片理，為岩石中顆粒的取向排列。
片状紋理亦可按應力不同而區分。发育于压性断裂带内 的片状紋理产状与断层面的产状一致或 近于一致；发育于压扭性断裂带内的片状紋理产状与断层面的产状斜交；在强烈褶皱轴部岩层中发育的片状紋理 与褶皱轴面平行或大致平行，而在褶皱两翼发育的片理产状与岩层产状趋于一致。

### 原岩成分
形成片状紋理，岩石需要含能形成板狀礦物的成分。例如，當泥岩中的粘土礦物變質為雲母，形成雲母片岩。早期的變質作用將泥岩轉化為稱為板岩，是一種的細粒的變質岩，進一步變質造成細粒的千枚岩。再進一步變質，造成雲母重結晶，產生中粒雲母片岩。如果變質作用再進一步，會使雲母片岩發生脫水反應，將片狀礦物轉化為長石等粒狀礦物，降低片状紋理並將岩石變成片麻岩。
在片岩中亦有其他片狀礦物，包括綠泥石、滑石和石墨。綠泥石片岩和滑石片岩通常由超鎂鐵質火成岩的變質作用形成
 。滑石片岩也可由含滑石碳酸鹽岩經熱液變質成而形成的。石墨片岩並不常見，但是由含有豐富有機碳的沉積層變質形成的。 有機碳也可能是來源于藻類。 火山灰經由變質后，能形成石英白雲母片岩。